# Erebia granjana
Erebia granjana är en fjärilsart som beskrevs av Charles Oberthür 1909. Erebia granjana ingår i släktet Erebia och familjen praktfjärilar. Inga underarter finns listade i Catalogue of Life.